# Mesungulatidae
Mesungulatidae es un clado extinto de mamíferos del Cretácico Superior de América del Sur y posiblemente otras masas terrestres de Gondwana. Son particularmente notables por su especiación ecológica y su gran tamaño.

## Características
La mayoría de los mesungulátidos son generalmente animales grandes, lo que los hace inherentemente distintivos de otros grupos. Las sinapomorfias específicas incluyen un precingo y un postcingo fuertes en los molares superiores, que se extienden en dirección lingual pero no se juntan alrededor del paracono, tres cúspides en la plataforma estilar inferior, un metacono ausente y molares inferiores rectangulares. Se cree que tuvieron una masticación algo transversal, como los docodontos y los ungulados modernos. En comparación con otros dryolestoidas, sus patrones de erupción molar se retrasan.

## Ecología
Los mesungulátidos son generalmente herbívoros u omnívoros de gran tamaño, y se encuentran entre los varios mamíferos mesozoicos que se desvían del estereotipo clásico de los insectívoros. Se encuentran entre los mamíferos dominantes en los conjuntos sudamericanos del Cretácico Superior y entre las especies más derivadas presentes.